# Сподумен
Сподумен — піроксеновий мінерал, що містить літій, алюміній; є джерелом літію.
Назва — від грецьк. «сподіос» — попелясто-сірий (J.B. d'Andrada, 1800). Синоніми: трифан.

## Опис
Хімічна формула: LiAl[Si2O6]. Або: LiAl(SiO3)2 Містить (%): Li2О — 8,4; Al2O3 — 27,4; SiO2 — 64,5. Домішки: Na2О до 1,7 %; Fe2O3 до 1,6 %; FeO, MnO, К2О. Характерна відмінність кристалічної структури — ланцюжки [Si2O6]. Сингонія моноклінна. Призматичний вид. Елементарна комірка кристала: a = 9.46 Å, b = 8.39 Å, c = 5.22 Å; β = 110.17°; Z = 4.
Форми виділення: товстостовпчасті або пластинчасті кристали з вертикальною штриховкою, великі, іноді гігантські — відомі кристали сподумену довжиною 16 м, так на копальні Етта в Блек-Гіллс, штат Південна Дакота, США знайдено кристал масою до 90 т. Крім того, утворює зливні щільні маси, прихованокристалічні агрегати. Утворює двійники по (100). Спайність досконала по (110). Густина 3,0–3,2. Твердість за шкалою Мооса 6,75–7,25. Колір білий, сірий, жовтий тощо. Прозорий. Блиск слабкий скляний. Важливий мінерал літієвих пегматитів. Зустрічається разом з амблігонітом, лепідолітом, петалітом, турмаліном, уранінітом, берилом. Літієва руда і дорогоцінний камінь. Прозорі різновиди використовують у ювелірній справі.
Звичайна низькотемпературна форма α-сподумену має моноклінну ґратку, високотемпературний β-сподумен кристалізований у тетрагональній системі. Звичайний α-сподумен перетворюється в β-сподумен при температурі вищій за 900 °C. Кристали мають сильно виражені борозни вздовж основної осі. Кристалічні грані зазвичай гравіровані і понадщерблювані трикутними позначками.
Зустрічається у вигляді призматичних кристалів від безбарвного до жовтуватого, багрянистого чи бузкового кунциту, жовтувато-зеленого, смарагдово-зеленого гіденіту, часто доволі громіздких. В копальні Ета в США знайшли кристал у формі голки довжиною 16 м і масою 100 т.

## Розповсюдження
Знахідки: острови Утьо і Варутрьоск (Швеція), Пітерхед (Шотландія), Кілліні (Ірландія), Гарц (Австрія), Індія, Катумба (Демократична Республіка Конго), штати Массачусетс, Північна Кароліна та Південна Дакота (США). В Україні знайдений на Криворіжжі.

## Різновиди
Розрізняють:
- сподумен-аметист (кунцит — бузковий різновид ювелірного сподумену),
- сподумен-ізумруд (гіденіт — жовто-зелений, зелений та смарагдово-зелений різновид ювелірного сподумену),
- сподумен натріїстий (олігоклаз) та сподумен цезіїстий (гіпотетичний (Cs, K, Na) AlSi2O6; утворюється при розкладанні літіїстого та цезіїстого сподумену).